# 580
580 (DLXXX) je bilo prestopno leto, ki se je po julijanskem koledarju začelo na ponedeljek.

## Dogodki
- 1. januar

## Rojstva
- -Maksim Spoznavalec (Maksim Konfesor), cerkveni oče, menih, teolog († 662)